# Chailly (Montreux)
Pour les articles homonymes, voir Chailly.
Chailly est une localité suisse de la commune de Montreux en Suisse située sur la Riviera vaudoise sur les contreforts des Préalpes fribourgeoises.